# Роуз-Холл
Роуз-Холл — громада в регіоні Східний Бербіс-Корентайн у Гаяні. Роуз-Холл знаходиться в 14 милях на схід від Нью-Амстердама.

## Історія
Роуз-Холл колись належав голландським плантаторам, а згодом був викуплений колишніми рабами. У 1908 році він набув статусу села, і лише у 1970 році став містом. Роуз-Холл має площу 13 км 2 і населення близько 8 000 осіб.
Роуз-Холл розділений на три частини: Середній Роуз-Холл, Східний Роуз-Холл та Вільямсбург.

## Визначні місця
Роуз-Холл є центром для навколишніх районів, де люди купують одяг та продукти харчування в регіоні Бербіс. Два банки та магазини знаходяться вздовж головних доріг загального користування. Більшість магазинів — це магазини одягу та продуктові магазини. Welfare Center Ground — поле для крикету, на якому раніше проводилися першокласні матчі з крикету.

## Відомі люди
- Незам Хафіз (1969—2001), гаянський американський гравець у крикет, убитий під час нападу на Нью-Йорк 11 вересня 2001 року.[3]
- Годфрі Едвардс (1959), голландський гравець у крикет гаянського походження.[4]